# Dorothea Celesia
Pour les articles homonymes, voir Mallet.
Dorothea Celesia (née Mallet) est une poète et dramaturge écossaise, connue pour Almida, sa traduction de Tancrède de Voltaire. Elle est née en 1738 et morte en 1790 à Gênes.

## Biographie
Elle était la plus jeune des enfants de David Mallet (1705-1765), dramaturge et poète, et de sa première femme, Susanna. Elle a suivi ses études à domicile, et en 1758 elle a épousé le marquis Pietro Paolo Celesia, ambassadeur génois en Angleterre. Elle a déménagé avec son mari à Gênes en 1759 et y resta jusqu'à sa mort.
David Garrick lui a rendu visite en Italie et lorsqu'elle a produit sa tragédie en vers blanc, Almida, au théâtre de Drury Lane en 1771. La pièce fut jouée avec succès durant dix nuits. Sa version se distingue par son changement d'orientation du guerrier Tancrède, dans le texte original de Voltaire, à Almida, l'héroïne, et l'affirmation de cette dernière de son droit de choisir son propre conjoint.
Le second ouvrage majeur de Celesia a été un long poème en vers, Indolence (1772). Sa proposition de traduction de Sémiramis de Voltaire tragédie héroïque (1746) ne s'est jamais matérialisée.

## Œuvres
- Almida: a tragedy, as it is performed at the Theatre Royal in Drury-Lane, by a lady, London, 1771
- Indolence: a poem, by the author of Almida, London, 1772

## Sources
- Breen, Jennifer. “Celesia , Dorothea (bap. 1738, d. 1790).” Oxford Dictionary of National Biography. Ed. H. C. G. Matthew and Brian Harrison. Oxford: OUP, 2004. 22 Jan. 2007.
- Goodwin, Gordon. “Celesia, Dorothy.” Dictionary of National Biography, 1885-1900, Volume 09